# Мішкинське міське поселення
Мі́шкинське міське поселення (рос. Мишкинское городское поселение) — міське поселення у складі Мішкинського району Курганської області Росії.
Адміністративний центр — селище міського типу Мішкино.
Населення міського поселення становить 7857 осіб (2017; 8212 у 2010, 9045 у 2002).

## Склад
До складу міського поселення входять:
| Населений пункт               | Населення, осіб (2002) | Населення, осіб (2010) |
| ----------------------------- | ---------------------- | ---------------------- |
| Іванковське, селище           | 163                    | 129                    |
| Мішкино, селище міського типу | 8789                   | 8034                   |
| Такташі, присілок             | 93                     | 49                     |